# Antoine Védrenne
Antoine "Erneste" Védrenne (født 17. september 1878, død 13. januar 1937) var en fransk roer som deltog i OL 1900 i Paris.
Védrenne vandt en bronzemedalje i roning under OL 1900 i Paris. Sammen med Carlos Deltour og styrmanden Raoul Paoli kom den franske toer på en tredjeplads efter to hollandske både.